# Entprellzeit
Unter Entprellzeit versteht man in der Signalverarbeitung einen vom Entwickler des Systems vorgegebenen Zeitraum, in dem ein Signal mindestens an einem Eingang anliegen muss, damit es erkannt wird und vom System weiterverarbeitet werden kann. Es handelt sich dabei nicht um die kürzeste technisch mögliche Zeit.
Die Entprellzeit kann mit einem Entprellzähler gemessen werden, der beim ersten Auftreten eines Signals gestartet und in regelmäßigen Abständen erhöht wird, solange das Signal anliegt. Erst wenn ein vorgegebener Schwellwert überschritten wird, wird das Signal nicht als Störung interpretiert, sondern vom System weiterverarbeitet.
Entprellzeiten werden verwendet, um zu verhindern, dass kurze Störungen irrtümlich als Signal erkannt werden.